# 知覚の哲学
知覚の哲学（philosophy of perception）とは、知覚経験の本性についての哲学的研究である。
知覚の哲学を知覚についての科学的研究から区別するものとして、次の二つの特徴が挙げられる。 つまり、知覚の哲学的研究は、知覚経験の現象的性格(phenomenal character)と認識論的役割を主に扱うものであり、そのどちらも科学的に研究するのが原理的に難しいものだとされる。知覚経験の現象的性格とは、ある知覚経験をもつことがその経験主体にとってどのようなことであるか(what it is like for a subject to have a perceptual experience)を特徴づける経験の性質のことである。こうした知覚経験の一人称的特徴は、本質的に三人称的である科学的枠組みでは捉えられないものとされる。 たとえば、知覚経験の現象的性格が内在的か外在的か（知覚経験の現象的性格は経験主体の脳状態によって決定されるのか、外的な要素も関与してくるのか）という点や、それが表象的か非表象的か（知覚経験の現象的性格は世界のあり方を表すようなものなのかどうか）という点が問題となる。また、私たちが知覚経験を通じて世界についての知識を得るというのは確かだと思われるが、知覚経験がどのような仕方でそうした知識獲得に貢献しているのかは明らかではない。特に、知覚経験は私たちの信念を正当化するために用いられるように思われるが、そうした正当化的役割を純粋に科学的な枠組みで扱うのは困難であるとされる。私たちが世界について知るために知覚経験が果たす貢献の仕方を特定することも、知覚の哲学における重要な研究テーマである。